# Veslonos americký
Veslonos americký (Polyodon spathula) je ryba z řádu jeseterovitých. Žije zejména v pomalejších tocích povodí Mississippi na americkém středozápadě. V nedalekém povodí Erijského jezera byla zřejmě vyhubena. Dorůstá délky až 250 centimetrů a váhy až sto kilogramů. Živí se zejména zooplanktonem, ale žere i korýše a mlže.
Její dříve hojné počty byly sníženy rybolovem a ztrátou přirozeného prostředí stavbou jezů. V Erijském jezeře je překážkou jejich nového vysazení snížená hladina zooplanktonu, kterou způsobily invazní druhy, například slávička mnohotvárná.
V Evropě byl ve volné přírodě veslonos americký spatřen v Dunaji a v Česku na Hluboké. Jedna z možností je, že unikl z chovů v Rumunsku nebo v Bulharsku při povodních v roce 2006.